# Wiesław Czyżowicz
Wiesław Eugeniusz Czyżowicz (ur. 1 stycznia 1949 w Medyce) – nauczyciel akademicki, profesor zwyczajny.

## Życiorys
W okresie 1990–1993 był dyrektorem Departamentu Polityki Celnej i Kontroli Obrotu Towarowego oraz Dewizowego w Głównym Urzędzie Ceł (GUC). Był też pełnomocnikiem GUC do spraw negocjacji z EWG, Europejskim Stowarzyszeniem Wolnego Handlu (EFTA) i Środkowoeuropejskim Porozumieniem o Wolnym Handlu (CEFTA). Pełnił także funkcję szefa Międzyresortowego Zespołu do spraw Przygotowania i Wdrożenia do Praktyki Dokumentu i Systemu SAD. Były podsekretarz stanu w Ministerstwie Finansów, były szef Służby Celnej, a także były Generalny Inspektor Informacji Finansowej. W latach 2005–2012 kierownik Katedry Prawa Administracyjnego i Finansowego Przedsiębiorstw w Szkole Głównej Handlowej w Warszawie, obecnie jej pracownik. Współpracuje z Westfalskim Uniwersytetem Wilhelma w Münster.
Przewodniczący Rady Konsultacyjnej Służby Celnej, członek Rady Dyrektorów Międzynarodowej Federacji Narodowych Stowarzyszeń Agentów Celnych (IFCBA), członek Rady Dyrektorów Europejskiej Konfederacji Agentów Celnych (CONFIAD – Confédération Internationale des Agents en Douane), od 1999 członek Polskiego Komitetu Narodowego Międzynarodowej Izby Handlowej (ICC Poland), od 2000 Przewodniczący Rady Programowej Monitora Prawa Celnego, a następnie Monitora Prawa Celnego i Podatkowego, od 2001 przedstawiciel Ogólnopolskiego Zrzeszenia Agencji Celnych w Europejskiej Organizacji Logistyki i Spedycji (CLECAT), członek Komisji Rewizyjnej Polskiego Stowarzyszenia Ekonomicznej Analizy Prawa (PSEAP).
Specjalizuje się w problematyce stosunków międzynarodowych, teorii polityki i teorii rozwoju społeczno-ekonomicznego, polityki celnej, prawa gospodarczego i prawa e-biznesu. Autor ok. 200 publikacji poświęconych m.in. problematyce prawa celnego i stosunków międzynarodowych.